# Коаста Лупеј (Галац)
Коаста Лупеј (рум. Coasta Lupei) насеље је у Румунији у округу Галац у општини Никорешти. Oпштина се налази на надморској висини од 148 m.

## Становништво
Према подацима из 2002. године у насељу је живело 326 становника, од којих су сви румунске националности.